# Episzkopalizmus
Az episzkopalizmus vagy püspöki rendszer az egyházi kormányzás hierarchikus formája, amelyben a fő helyi vezetőt többnyire püspöknek nevezik. Az episzkopális rendszerrel szemben áll a presbiteri rendszer, amelyben a hatalom egy kollegiális testület kezében van.

## Katolicizmus
A katolikus egyházjogban azon rendszernek neve, amely szerint Krisztus az összes egyházi hatalmat közvetlenül a püspöki karra, mint az apostolok utódaira ruházta volna, melynek még a pápa is alá van vetve. Ezért a közzsinaton egybegyűlt püspököknek a pápa fölé emelkedő hatalma és jogosítványai vannak.
Eredete a 14. századba nyúlik, a midőn az avignoni fogságban levő pápákkal szemben az egyház helyzetének javítását az irodalomban a közzsinat föllépésétől várták, s ezt kezdik a pápákkal szemben a javítás keresztülvitelére jogosítottnak tanítani. A rendszer alapelve az, hogy a közzsinat a pápa felett áll. Ezen elv értelmében működik a pisai 1409. évi zsinat. A konstanzi zsinat (1414-1418) 5. ülésében kimondja a zsinat felsőségét a pápa felett. Ismétli ezen elvet a bázeli (1431-1443) zsinat. A trienti zsinat elkerülte azon kérdés megoldását, hogy mily viszony áll fenn a pápa és püspökök között, habár gyakorlati eredményében a pápai hatalom fölénye érvényesül, mert nemcsak hogy számos, a zsinat feladatát képező tárgyat engedett át a zsinat a pápa elintézésének, milyen a katekizmus, a tiltott könyvek jegyzéke stb. hanem kifejezetten is fenntartja a pápa azon jogát, hogy a zsinat fegyelmi határozatait megváltoztathassa. Az I. vatikáni zsinat sem döntött az episzkopalizmus javára, mert a püspököket juriszdikció tekintetében egészen a pápa alá rendeli.
Az episzkopalizmus Franciaországban az állam által is elfogadott rendszerként szerepelt, már VII. Károly az 1438. évi bourgesi pragmatica sanctióba felvette annak tételeit. S itt az episzkopalizmus a gallikanizmus egyik alakjává is lett. Franciaországon kívül főleg Zeger Bernard van Espen  és Johann von Hontheim  (Febronius) adoptálták az episzkopalizmus elveit. E rendszer tudományos képviselői közül még nagyobb szerepet játszott Pierre d’Ailly, Gerson, a híres párizsi kancellár, Cues Miklós s néhány német kanonista. Ma még (19. sz. vége) Franciaországban sincsenek episzkopalisztikus irányú püspökök.
Ami magát a kérdést illeti, tény az, hogy nem az dönt, vajon közvetlenül Istentől veszik-e a püspökök a püspöki hatalmat, hanem az, hogy a tényleg létező püspöki hatalom csak a pápával való egységben gyakorolható, s csak ezen egységben álló püspököt illeti meg. Ezen egység pedig rendszerint - s majdnem kivétel nélkül - abban nyilvánul, hogy a püspök a pápától nyeri megerősítését. 

## Protestantizmus
A németországi, a balti és néhány más ország evangélikus egyházaiban, valamint Franciaország és Magyarország református egyházai is a püspöki hierarchián alapulnak, azonban ezekben a felekezetekben a zsinatoké a legfőbb hatalom.
A protestáns egyházban az episzkopális rendszer annak igazolására lett felállítva, hogy az egyházi hatalom az egyes területek protestáns fejedelmeit illeti meg. A mint az 1555. évi ágostai vallásbéke az addigi püspöki juriszdikciót felfüggesztette, azt és a legfőbb püspök címét a fejedelmek vették igénybe azon érveléssel, hogy a vallásügy elintézéséig a püspöki hatalom rájuk ment át ideiglenesen. Más nézet szerint a püspöki juriszdikció már eredetileg az egyházközségeket, a híveket s ezek képviseletében a fejedelmeket illette, s a püspökök azt csak bitorolták, s azért az csak eredeti forrására megy vissza. Az episzkopális rendszer szerint a fejedelmek, mint legfőbb püspökök, alárendelt hivatalok, konszisztoriumok, egyháztanácsok útján gyakorolják ezen jogokat. Így pl. Württembergben a konszisztorium és zsinat intézi ezen ágostai hitvallású evangélikus egyházi ügyeket. Erdélyben is megvolt a konszisztoriális rendszer, mert Erdélynek protestáns fejedelmei voltak.
Az anglikán egyház kormányzati rendszere a püspökök Szent Ágostontól kezdődő apostoli utódlás elvén alapul.